# Bryan Heynen
Bryan Heynen (Bree, 1997. február 6. –) belga korosztályos válogatott labdarúgó, a belga Genk csapatkapitánya.

## Pályafutása

### Klubcsapatokban
Heynen a belga KRC Genk akadémiáján nevelkedett, a felnőtt csapatban 2015. július 25-én debütált egy OH Leuven elleni élvonalbeli mérkőzésen. A klubbal 2019-ben belga bajnok lett, valamint szerepelt szerepelt a 2019–2020-as UEFA-bajnokok ligája csoportkörében is. 2021-ben belga kupagyőztes lett.

### A válogatottban
Többszörös belga korosztályos válogatott, tagja volt a 2019-es U21-es labdarúgó-Európa-bajnokságon szerepelt belga csapatnak.

## Sikerei, díjai
Genk
- Belga bajnok: 2018–19
- Belga labdarúgókupa: 2020–21